# Alexander Agricola
Alexander Agricola (Latijn: agricola = 'boer'), eigenlijk Alexander Ackerman (Gent, zomer 1446 – bij Valladolid, 15 (?) augustus 1506), was een zangmeester en componist uit de tweede generatie der Vlaamse polyfonisten.

## Leven

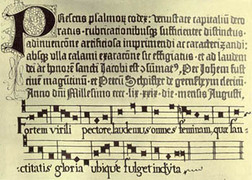
De partituur van "Fortem virili"

Alexander Agricola was de buitenechtelijke zoon van de secretaris/zaakwaarnemer Heinric Ackerman en de in 1499 overleden Lijsbette Naps, een welgestelde, zelfstandige en succesrijke zakenvrouw. Hij had minstens één jongere broer, Johan, van wie geweten is dat die in 1486-1493 en in 1496 als zanger aan de Illustre Lieve Vrouwbroederschap in 's-Hertogenbosch was verbonden.
Waarschijnlijk waren Alexander en Johan tot aan hun stembreuk koorknaap aan een Gentse kerk, misschien de Sint-Niklaaskerk, waardoor Lijsbette Naps in de jaren 1450 grotere bedragen geld kon binnenhalen.
Van 1470 tot ongeveer 1474 werkte Agricola als collega van Gaspar van Weerbeke, Johannes Martini, Jean Cordier en Loyset Compère in de kapel van de hertog van Milaan, Galeazzo Maria Sforza. Halverwege 1474 trokken Agricola en zijn gezin (in 1470 is hij in Florence getrouwd), met een aanbevelingsbrief van de hertog op zak, naar de Nederlanden; op 7 juli 1474 schreef Agricola de Milanese hertog vanuit Florence een brief.
Van Agricola is geweten dat hij in 1476 korte tijd als zanger in Kamerijk heeft verbleven. Of de organist Alexander, van wie in 1477 in Utrecht sprake is in de bronnen, Alexander Agricola is, blijft vooralsnog in het ongewisse. Vast staat dat hij niet enkel omwille van zijn kwaliteiten als zanger, maar evenzeer omwille van zijn virtuoos spel bekendstond.
Uit de periode tussen 1476 en 1491 zijn gegevens bekend. Vermoedelijk bevond Agricola zich toentertijd in Duitsland of Oostenrijk. De uitsluitend Duitse overlevering van enkele vroege werken en het gebruik van Duitse koraal, lijken daarop te wijzen, maar tot op heden zijn in de archieven geen sporen aangetroffen die hierover uitsluitsel zouden kunnen verlenen.
Uiterlijk vanaf 1490 is Agricola lid van de hofkapel van Frankrijks koning, Karel VIII. Agricola’s voornaamste collega daar, was Johannes Ockeghem. In 1491 al verlaat Agricola de hofkapel, overigens zonder voorafgaandelijk de koning om toestemming te vragen, en begeeft hij zich naar Italië.
In september 1491 verbleef Agricola samen met zanger Charles de Launoy, de latere zwager van Heinrich Isaac, in Mantua. Maar al na korte tijd reizen beiden, alweer zonder toestemming, naar Florence, waarbij Charles de Launoy een waardevol boek van Isabella d’Este in zijn bagage meesleurde. De d'Este ontdekte de verdwijning van het boek echter. Door bemiddeling van de gezanten van Ferrara in Florence en van Piero de Medici kon zij haar boek opnieuw bemachtigen.
In Florence werd Agricola, als beschermeling van Piero de Medici, op 1 oktober 1491 zanger aan de Florentijnse Dom en hierdoor een collega van Heinrich Isaac. Agricola behield dit ambt tot 30 april 1492.
Verontrust door een brief van de Franse koning aan Piero de Medici, waarin de koning erop aandringt Agricola zo snel mogelijk naar Frankrijk terug te sturen, verlaat deze laatste Florence begin mei 1492, niet om de koning te gehoorzamen, maar om naar het Napelse hof van Ferdinand I (1458-1494) te trekken, waar hij halverwege mei voor een viertal weken onderdak vond. De Franse koning bleef aandringen op Agricola’s terugkeer en omdat Ferdinand het om politieke redenen niet opportuun vond de koning te ontstemmen, liet hij Agricola, ondanks grote bewondering voor zijn zangkunst in juni 1492 vertrekken. Met inpassing van enig kortstondig oponthoud in Rome en Florence, keerde Agricola naar Frankrijk terug en trad daar nog hetzelfde jaar weer in dienst. Lang schijnt Agricola ook deze keer niet in Frankrijk te zijn gebleven. Uit brieven blijkt dat hij en Johannes Ghiselin alias Verbonnet zich al in februari en maart 1494 weer in Napels ophielden, aan het hof van Alfons II, wiens bewind begin dat jaar een aanvang had genomen. Tot een vaste aanstelling kwam het voor Agricola echter niet.
Waarschijnlijk werd Agricola in Frankrijk in zijn oude functie bevestigd; ten minste tot het overlijden van Karel VIII in 1498 zou dit het geval kunnen zijn geweest.
In het jaar 1500 werd Agricola cantor aan de hofkapel van Filips I van Castilië. Tot deze kapel, die toentertijd gold als het leidinggevende ensemble in Europa, behoorden ook Pierre de la Rue en Nicolas Liégeois (Clais le Liégeois). De bevoorrechte betrekking die Agricola ook hier toekwam, hield onder meer in dat hem in 1501 een prebende in Gorinchem en Valencijn toegestaan werd.
De hofkapel begeleidde de hertog steeds bij zijn reizen, aangezien de ontmoetingen tussen heersers of hun feestelijke intocht in steden te dien tijde ook een muzikale belevenis waren. Men mag er ook van uitgaan dat Agricola zich in het gevolg van de hertog bevond, wanneer die in november 1500 naar Luxemburg reisde, en dat hij ook zijn eerste reis naar Spanje van 4 november 1501 tot 8 november 1503 meebeleefd heeft. De hoogtepunten van deze reis waren de intocht in Parijs op 25 november 1501 (naar aanleiding waarvan Loyset Compères motet Gaude prole regia werd uitgevoerd); in mei 1502 de begroeting van het hertogelijke paar door Ferdinand II van Aragón en Isabella I van Castilië in Toledo; bezoeken aan Madrid, Guadalajara en Sigüenza; de ontmoeting met de Moren van Zaragoza in februari 1503 en het Mysteriespel van Perpignan; in maart 1503 de ontmoeting met Frankrijks koning in Lyon en op 11 april 1503 de ontmoeting van Filips de Schone met zijn zus Margareta van Savoye. Aansluitend ging de reis door naar Duitsland, waar Filips op 13 september 1503 in Seefeld zijn vader keizer Maximiliaan I ontmoette.
De tweede reis naar Spanje van de hertog, waarvan vaststaat dat Agricola eraan heeft deelgenomen, begon op 10 januari 1506. Die reis ging over het water. Zangers en instrumentalisten hadden een eigen schip ter beschikking. Op 13 januari 1505 dreef een storm een deel van de vloot, ook de boot met de muzikanten, naar Falmouth. Op 27 april 1506 landt de vloot in La Coruña. Fîlips en zijn gevolg trokken voor de zomer naar Valladolid en later naar Burgos, waar hij aan koorts bezweek. Ook Agricola stierf, precies op de leeftijd van 60 jaar, voor de poorten van Valladolid.

## Muzikale stijl
Vooral bij de aanvang van zijn componistenloopbaan was Agricola's stijl verwant aan die van Johannes Ockeghem. Tegen het einde van zijn leven schreef hij in de doorgedreven imitatieve stijl van Josquin des Prez. Terwijl weinige van zijn werken nauwkeurig kunnen worden gedateerd, gebruikt hij vele niet-imitatieve, complexe, ritmisch gediversifieerde contrapuntische procedures, meestal geassocieerd met Johannes Ockeghem.
Anders dan bij Ockeghem, paste hij herhaling toe, sequens, en - in toenemende mate - imitatie op de wijze van andere componisten die werkten rond 1500, toen die componeertechniek ruim verspreid geraakte.
Agricola schreef missen, motetten, motet-chansons, wereldlijke liederen in de gangbare formes fixes, zoals het (rondeel en de bergerette, andere chansons), en instrumentale muziek. Veel van zijn instrumentaal werk is gegrond op de wereldlijke muziek van Gilles Binchois of Ockeghem. Van deze stukken werden vele vrij populair in de late 15e eeuw.
Agricola is een van de zeldzame overgangsfiguren tussen de Bourgondische stijl en de stijl van de Nederlandse polyfonisten van Josquins generatie, die in beide muzikale stijlen schreef.
Onafgezien van de gevarieerde stijlen die hij in zijn gehele muzikale loopbaan toepaste, blijft als constante dat Agricola schreef in een bijzonder eigen stijl, waarbij hij de raadselachtige, slingerende lijnen van Ockeghem als uitgangspunt neemt.
Zijn muziek is vaak zeer druk en buitengewoon gedetailleerd, met gebruikmaking van herhaalde sequensen, tertsmatige herhaling van ritmische en motivische eenheden, en de wil om de onderliggende puls te usurperen, soms welhaast aan de rand van het perverse, ofwel doordat hij cadentiële figuren verlengd tot een cadens op de ‘verkeerde’ maat of door de metrische maat van sommige delen af te wisselen Zijn muziek werd in zijn tijd hoog ingeschat. De bijzonder onderscheiden stijl leidde er de ene eigentijdse commentator toe ernaar te verwijzen als ‘buitensporig’ en de andere als ‘subliem’.
De muziek is uitgesproken ‘atletisch’ in alle vocale partijen. De lage partijen vergen bijzondere capaciteiten van de zangers. Zij vertegenwoordigen niet de normale, eenvoudige harmonische functie van de combinatie tenor-bas, zoals gebruikelijk bij zijn tijdgenoten. Vaak ontspringt onverwacht een bijzonder uitgewerkte reeks snelle motieven uit een vorige, zich traag voortbewegende textuur (bv. de uitbarsting van uitgewerkte duo’s vanaf het ‘’Glorificamus te’’ die tot een hoogtepunt komt bij het ‘’Adoramus te’’ in het Gloria van de Missa In myne zin).

## Werken
Missen
- Missa In myne zin
- Missa je ne demande
- Missa Le serviteur
- Missa Malheur me bat
- Missa Paschali
- Missa primi toni
- Missa secundi toni
- Missa sine nomine

Fragmenta missarum (afzonderlijke misdelen)
- Credo und Sanctus sine nomine
- Credo Je ne vis incques (I) en (II)
- Credo vilayge.

Hymnen, Lamentationes, Magnificat
- A solis ortus cardine
- Ave maris stella
- Lamentationes (3-stimmig)
- Lamentationes (4-stimmig)
- Magnificat primi toni
- Magnificat secundi toni
- Magnificat octavi toni

Motetten
- Ave domina sancta Maria
- Ave pulcherrima regina
- O virens virginum
- Regina Coeli
- Salve regina I
- Salve regina II0
a. Ergo sancti martyres
b. Sancte Philippe Appostola (1500-1506)
- Nobis Sancte Spiritus (nach 1500)
- O crux ave
- Transit Anna timor (1503/04)
- Da pacem
- O quam glorifica
- Si dedero
- Arce sedet Bacchus

Motetten-Chansons
- Belles sur toutes / Tota pulchra es
- L’heure est venue / Circumdederunt me
- Revenez tous regretz / Quis det ut veniat

Toeschrijvingen
- Magnificat quarti toni (I);
- Magnificat quarti toni (II).

Liederen op Franse tekst
- I. Ballades
1. Si conge prens
- II. Bergerettes
2. A la mignonne de fortune
3. Il n’est vivant
4. Je n’ay dueil[1]
5. Royne des flours
6. Se je vous eslonge
7. Serviteur soye
8. Si vous voullez
- III. Rondelen
9. Allez mon coeur
10. Allez, regretz
11. C’est mal cherche
12. C’est trop sur
13. Dictes moy toutes
14. En actendant
15. En m’en venant
16. J’ay beau huer
17. Je ne suis point
18. Pour voz plaisirs
19. Se mieulx ne vient d’amours
20. Se je fais bien
21. S’il vous plaist
22. Soit loing
23. Va t’en, regret
24. Vostre hault bruit
- IV. Chansons
25. Adieu m’amour (I)
26. Adieu m’amour (II)
27. Ay je rien fet
28. C’est ung bon bruit
29. Et qui la dira
30. Mauldicte soit
31. Par ung jour de matinee
32. Sonnes muses melodiesement
33. Vostre bouche dist
- V Liederen met onduidelijke vormkenmerken
34. Crions nouel
35. D...
36. En dispitant
37. Gentil galans
38. Guarde vostre visage
39. Il me fauldra maudire
40. Je ne puis plus
41. Oublier veul
42. Princesse de toute beaulte

Liederen met Nederlandse tekst
43. In minen zin
44. Mijn alderliefste moeschkin
Liederen met Italiaanse tekst
45. Amor che sospirar
46. Donne, noi siam dell’olio facitori
47. Fortuna desperata
Instrumentale muziek
- met Frans tekstincipit
48. Amours, amours
49. Comme femme I
50. Comme femme II
51. Comme femme III
52. De tous biens plaine (I)
53. De tous biens plaine (II)
54. De tous biens plaine (III)
55. De tous biens plaine (IV)
56. De tous biens plaine (V)
57. D’ung aultre amer (I)
58. D’ung aultre amer (II)
59. D’ung aultre amer (III)
60. D’ung aultre amer (IV)
61. L’homme banni
62. Pourquoy tant/Pour quelque paine
63. Tout a par moy
64. Tout a par moy
- met Nederlands tekstincipit
65. O Venus bant (I)[4]
66. O Venus bant (II)[5]
67. Tandernaken
- met Latijns tekstincipit
68. Cecus non judicat de coloribus
69. Gaudeamus omnes (vóór 1485)
70. Pater meuis agricola est[6]
- Zonder titel
71. [Duo] met Johannes Ghiselin
72. Quatuor (Jam fulsit)

- Bibsys: 4092101
- Biblioteca Nacional de España: XX1727877
- Bibliothèque nationale de France: cb13933205r (data)
- Biografisch Portaal: 01774388
- CiNii: DA1068635X
- Gemeinsame Normdatei: 11900321X
- International Standard Name Identifier: 0000 0001 1758 4143
- Library of Congress Control Number: n86855907
- MusicBrainz: f7b9f4df-bbf3-478b-b2a8-c1d0e72afe64
- Nationale Bibliotheek van Tsjechië: jo2017965032
- Nationale bibliotheek van Australië: 35269650
- Nationale Bibliotheek van Israël: 987007285253405171
- Nationale Bibliotheek van Polen: a0000002499512
- Nederlandse Thesaurus van Auteursnamen: 143162101
- Réseau des bibliothèques de Suisse occidentale: 02-A002911619
- Istituto Centrale per il Catalogo Unico: MILV147919
- SNAC: w6b86z4b
- Système universitaire de documentation: 077291093
- Trove: 890801
- Virtual International Authority File: 37105288
- WorldCat: E39PBJxcV6YCgWP7RpgfTTqqQq